# Frans Eemil Sillanpää
Frans Eemil Sillanpää (16 tháng 9 năm 1888 – 3 tháng 6 năm 1964) là nhà văn Phần Lan đoạt giải Nobel Văn học năm 1939.

## Tiểu sử
Frans Sillanpää sinh ra trong một gia đình nông dân nghèo, thuộc xứ đạo Hämeenkyrö. Cuộc sống vất vả khiến bố mẹ ông chỉ có thể nuôi ông ăn học trong 5 năm đầu tại trường trung học Tampere, 3 năm sau đó ông phải tự kiếm tiền để học tiếp. Năm 1908, ông đỗ vào Đại học Helsinki, ngành sinh vật học, với số điểm loại ưu. Nhưng chỉ theo học được một thời gian ngắn, ông đã phải bỏ, về nhà mở cửa hàng văn phòng phẩm kiếm sống. Ở nhà, ông bắt đầu viết truyện và ngay từ truyện ngắn đầu tiên, ông đã được tổng biên tập một tờ báo lớn đánh giá cao và mời cộng tác. Tiểu thuyết đầu tay của ông là Elämä ja aurinko (Cuộc sống và mặt trời), in năm 1916. Năm 1919, tiểu thuyết Hurskas kurjuus (Cái nghèo thanh cao) đã đưa ông vào hàng ngũ những nhà văn danh tiếng, khiến một nhà xuất bản nổi tiếng đề nghị ông viết sách cho họ và sẵn sàng ứng tiền để ông chuyên tâm vào công việc; từ năm 1920 ông được chính phủ Phần Lan trao một khoản trợ cấp trọn đời. Tiểu thuyết đỉnh cao giúp ông đoạt giải Nobel năm 1939 là Nuorena nukkunut (Thiếu nữ chết trẻ), kể về số phận bi thảm của những gia đình nông dân Phần Lan bị những mối quan hệ tư bản thâm nhập vào nông thôn tàn phá.
Cuối đời ông viết nhiều tiểu luận và hồi ký tự thuật.
Trong các tác phẩm của mình, Frans Sillanpää luôn khẳng định sức mạnh bản năng và tư tưởng thần bí, bi quan. Năm 1936, ông được Đại học Helsinki trao bằng Tiến sĩ Danh dự và năm 1939 được Viện Hàn lâm Thụy Điển trao giải Nobel. Do chiến tranh, buổi lễ trao giải không tổ chức được nhưng ông đã nhận bằng trong một cuộc họp của Viện Hàn lâm Thụy Điển vào tháng 12 năm 1939. Thời gian này, sức khỏe của ông giảm sút, ông rơi vào trạng thái trầm cảm nặng vì vợ mất và đất nước bị chiến tranh tàn phá, phải điều trị tại bệnh viện tâm thần đến năm 1943. Tác phẩm cuối cùng của ông là bộ hồi ký gồm ba cuốn xuất bản từ năm 1953 đến năm 1956.
Frans Sillanpää được toàn thể nhân dân Phần Lan yêu quý, ông thường được mời phát biểu trên đài phát thanh. Ông mất ở Helsinki năm 66 tuổi.

## Tác phẩm
- Elämä ja aurinko (Cuộc sống và mặt trời, 1916), tiểu thuyết
- Ihmislapsia elämän saatossa (Những con người trong đường đời,1917), tập truyện
- Hurskas kurjuus (Cái nghèo thanh cao, 1919), tiểu thuyết
- Rakas isänmaani (Tổ quốc yêu dấu, 1919), tiểu thuyết
- Hiltu ja Ragnar (Hiltu và Ragnar, 1923), tiểu thuyết
- Enkelten suojatit (Sự bảo trợ của các thiên thần, 1923), tiểu thuyết
- Omistani ja omilleni (Về chính tôi và cho chính tôi, 1924), tiểu thuyết
- Maan tasalta (Từ độ cao của Trái Đất, 1924), tiểu thuyết
- Töllinmäki (Ngọn đồi ổ chuột, 1925), tiểu thuyết
- Rippi (Xưng tội, 1928), tiểu thuyết
- Kiitos hetkistä, Herra... (Cảm ơn Chúa đến đúng lúc..., 1930), tiểu thuyết
- Nuorena nukkunut (Thiếu nữ chết trẻ, 1931), tiểu thuyết
- Miehen tie (Con đường của người đàn ông, 1932), tiểu thuyết
- Virran pohjalta (Dưới đáy sông, 1933), tiểu thuyết
- Ihmiset suviyössä (Người trong đêm hè, 1934), tiểu thuyết
- Viidestoista (Thứ mười lăm, 1936), tiểu thuyết
- Elokuu (Tháng Tám, 1944), tiểu thuyết
- Ihmiselon ihanuus ja kurjuus (Hạnh phúc và đau khổ của đời người, 1945), tiểu thuyết
- Poika eli elämäänsä (Cậu bé đã sống cuộc đời mình, 1953), hồi ký
- Kerron ja kuvailen (Tôi kể chuyện và tôi mô tả, 1954), hồi kí
- Päiva korkeimmillaan (Ngày cực điểm, 1956), hồi kí